# باولو سيرجيو أوليفيرا
باولو سيرجيو أوليفيرا هو منافس ألعاب قوى برازيلي، ولد في 1 يونيو 1993.

## وصلات خارجية
- باولو سيرجيو أوليفيرا على موقع الاتحاد الدولي لألعاب القوى (الإنجليزية)
- باولو سيرجيو أوليفيرا على موقع أوليمبيديا (الإنجليزية)